# Ludovic-Napoléon Lepic
Pour les articles homonymes, voir Lepic.
Ludovic-Napoléon Lepic, 3e comte Lepic (ou vicomte Lepic), né le 17 décembre 1839 à Paris où il est mort le 27 octobre 1889, est un peintre et graveur français qui s'intéressa à l'archéologie.

## Biographie
Ludovic-Napoléon Lepic est le petit-fils et unique descendant de Louis, comte Lepic, nommé général, baron et commandeur de la Légion d’honneur par Napoléon Ier après qu'il se fut distingué à la bataille d’Eylau. Son père, Louis-Joseph-Napoléon Lepic, aide de camp de Napoléon III, le destine également à la carrière militaire. Mais l'intérêt de Ludovic-Napoléon Lepic pour l'art le conduit à accepter qu'il reçoive des leçons particulières par Gustave Wappers, peintre du roi de Belgique, puis les cours du peintre belge animalier, Charles Verlat, à Paris.
En 1861, Lepic ouvre un atelier au Louvre et accède à une première reconnaissance pour ses gravures animalières, d'inspiration plutôt mièvre. Désireux de se perfectionner en peinture, il entre à l’atelier de Charles Gleyre en 1863, puis rejoint celui d'Alexandre Cabanel l'année suivante. En 1865, il épouse Joséphine Scévole de Barral dont la famille possède un château près de Chambéry. Ils auront trois filles, Eylau, Jeanine et Marcelle. Il s'intéresse alors à l'archéologie et devient membre de la Société d’anthropologie de Paris en 1869. En 1872, il fonde le premier musée d'Aix-les-Bains et publie un ouvrage illustré de ses gravures sur Les armes et les outils préhistoriques reconstitués.
Parallèlement, Ludovic-Napoléon Lepic approfondit sa pratique de graveur et de peintre. Ami intime d'Edgar Degas depuis la fin des années 1850, il participe à la fondation, en 1860, du Cercle de l’union artistique (Les Mirlitons). Bien qu'il figure, aux côtés d'Edgar Degas, Berthe Morisot, Claude Monet, Auguste Renoir, Paul Cézanne et Camille Pissarro, parmi les fondateurs de l'association qui monte la Première exposition des peintres impressionnistes de 1874, ses œuvres restent assez classiques, et les impressionnistes, qui ne l'apprécient guère, finissent par le rejeter. Il revendique toutefois l'invention d'une technique de gravure impressionniste qu'il nomme « L’eau-forte mobile », procédé proche du monotype, qui consiste à varier l'encrage de la plaque de cuivre afin que chaque épreuve soit une œuvre unique ; procédé en fait déjà pratiqué par des artistes comme Degas, Félix Bracquemond, Camille Pissarro, ou l'imprimeur Auguste Delâtre.
En 1869-1870, il participe à un chantier d'archéologie expérimentale où il est un des premiers à reconstituer et à expérimenter des armes et des outils préhistorique. Il participe aux fouilles du site moustérien de Soyons en Ardèche. Il fut l'un des tout premiers à dessiner des animaux préhistoriques et à illustrer le thème des cités lacustres récemment découvertes en Suisse (1854) et en Savoie (1856).
Il est élu le 16 janvier 1873 correspondant à l'Académie des sciences, belles-lettres et arts de Savoie,.
En 1876, il découvre la Côte picarde où il rencontre notamment Francis Tattegrain qu'il initie à la peinture. Il se consacre alors essentiellement à la réalisation de marines et s'installe à Berck pour de longs séjours à partir de 1877. Il obtient une médaille de 3e classe au Salon de 1877 pour Bateau cassé. À partir de 1879, il accède à une certaine renommée avec la présentation de 35 œuvres à la galerie la Vie moderne. Deux ans plus tard, il en présente une centaine et, en 1883, le musée des arts décoratifs lui consacre une exposition au Palais de l’Industrie où il présente 150 pièces. En septembre 1882, il est nommé peintre de la Marine.
Il dessine plusieurs services de vaisselle à décors de marines pour Léveillé-Rousseau qui seront présentés à l'Exposition universelle de 1889[réf. nécessaire].
Comme Degas, Ludovic-Napoléon Lepic est grand amateur de musique et de danse. Au milieu des années 1880, il crée des costumes pour plusieurs opéras où se produit notamment sa maîtresse, Marie Sanlaville. Il meurt brusquement dans ses bras le 27 octobre 1889.

Ludovic-Napoléon Lepic vu par Edgar Degas
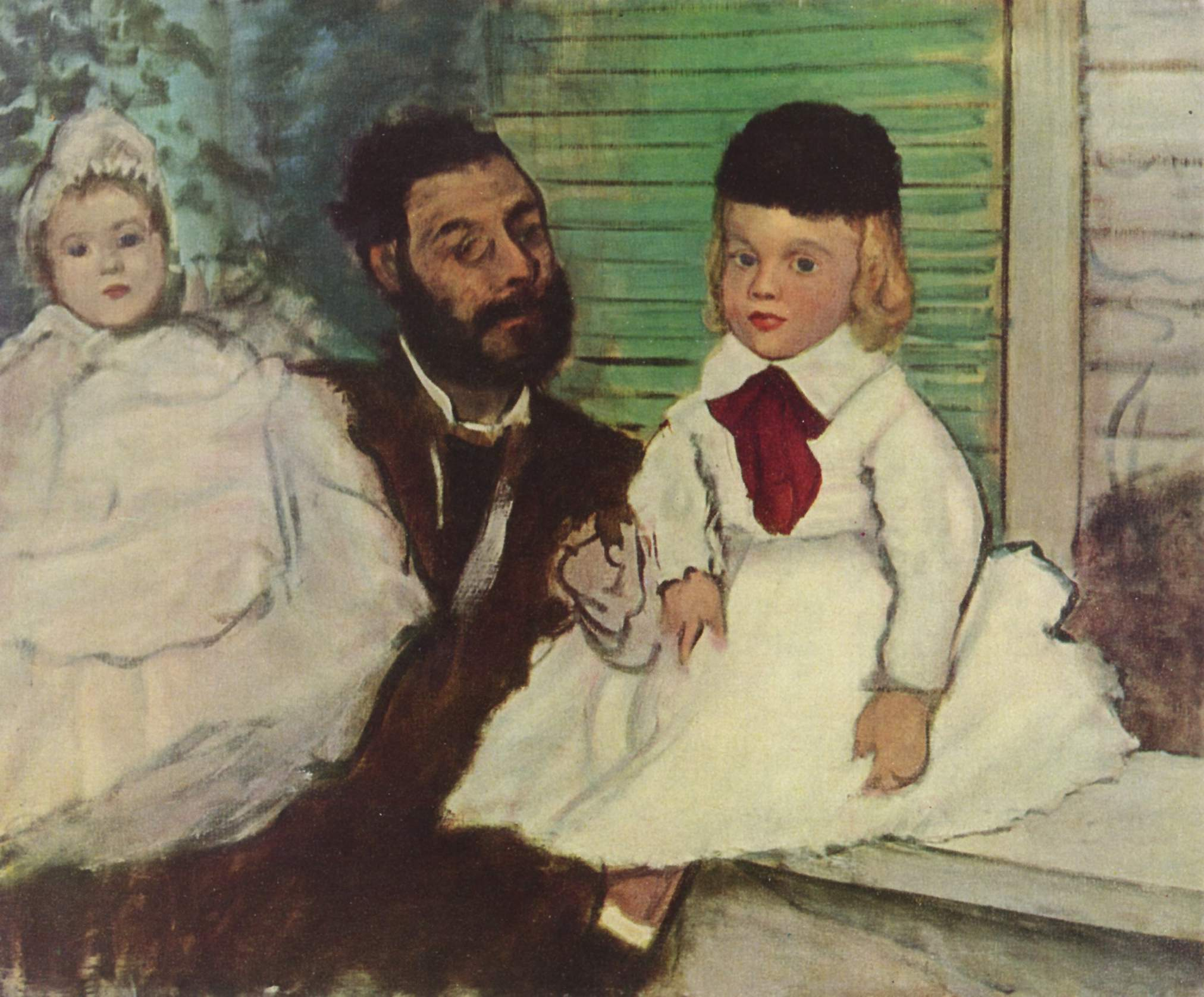
Edgar Degas, Ludovic Lepic et ses filles (vers 1871), Zurich, Fondation Emil G. Bührle.
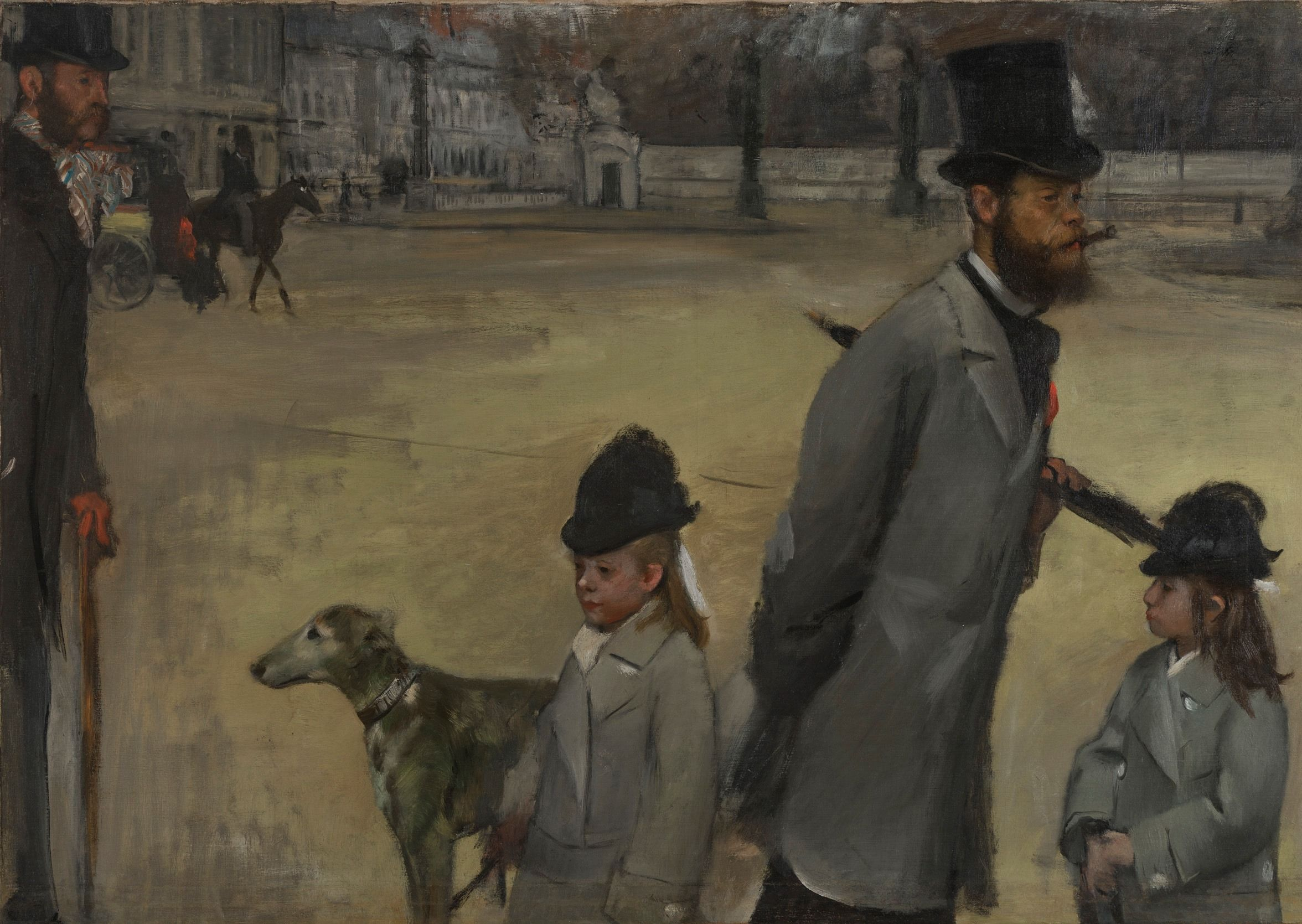
Edgar Degas, Place de la Concorde (1875), Saint-Pétersbourg, musée de l'Ermitage. Ludovic Lepic et ses filles sur la place de la Concorde.
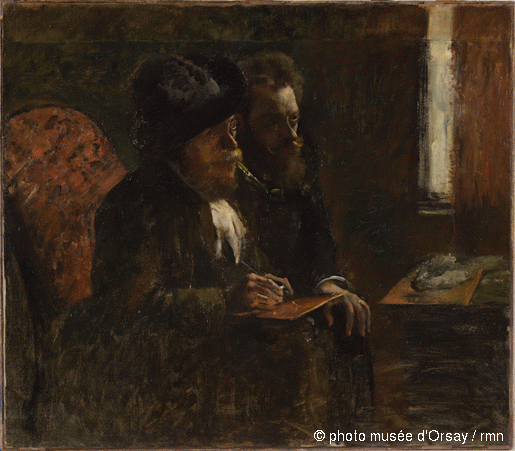
Portrait du graveur Desboutin et du graveur Lepic, 1876-1877 Musée d'Orsay, Paris

## Œuvres dans les collections publiques
- Berck-sur-Mer, musée de France d'Opale Sud : Le Déluge, 1874, triptyque.
- Chatou, Musée Fournaise, Chien grondant d'après Théodore Géricault (vers 1861)
- Creil, musée Gallé-Juillet :
  - Le Départ ;
  - Le Retour, 1878 ;
  - Assiette céramique, dessins.
- Grenoble, musée de Grenoble : Pilier de halle, 1869.
- Reims, musée des beaux-arts : Pêche aux harengs, 1879.
- Saint-Germain-en-Laye, musée d'Archéologie nationale : Mégacéros dans un marais, 1869, huile sur bois.

Œuvres de Ludovic-Napoléon Lepic
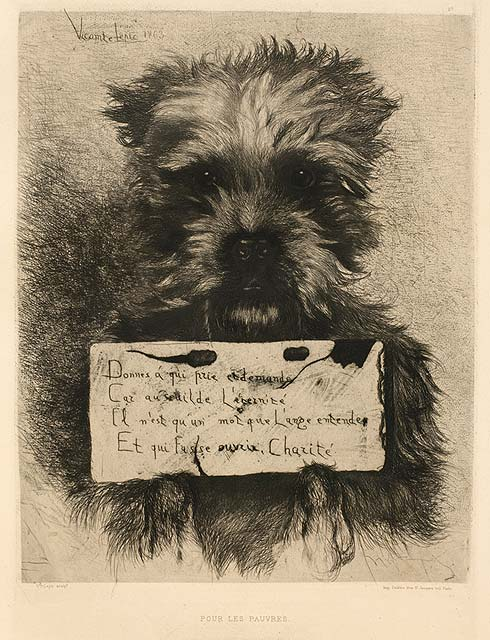
Pour les pauvres (1863), gravure à la pointe sèche sur papier, 52,6 × 34,7 cm, Ottawa, musée des beaux-arts du Canada.
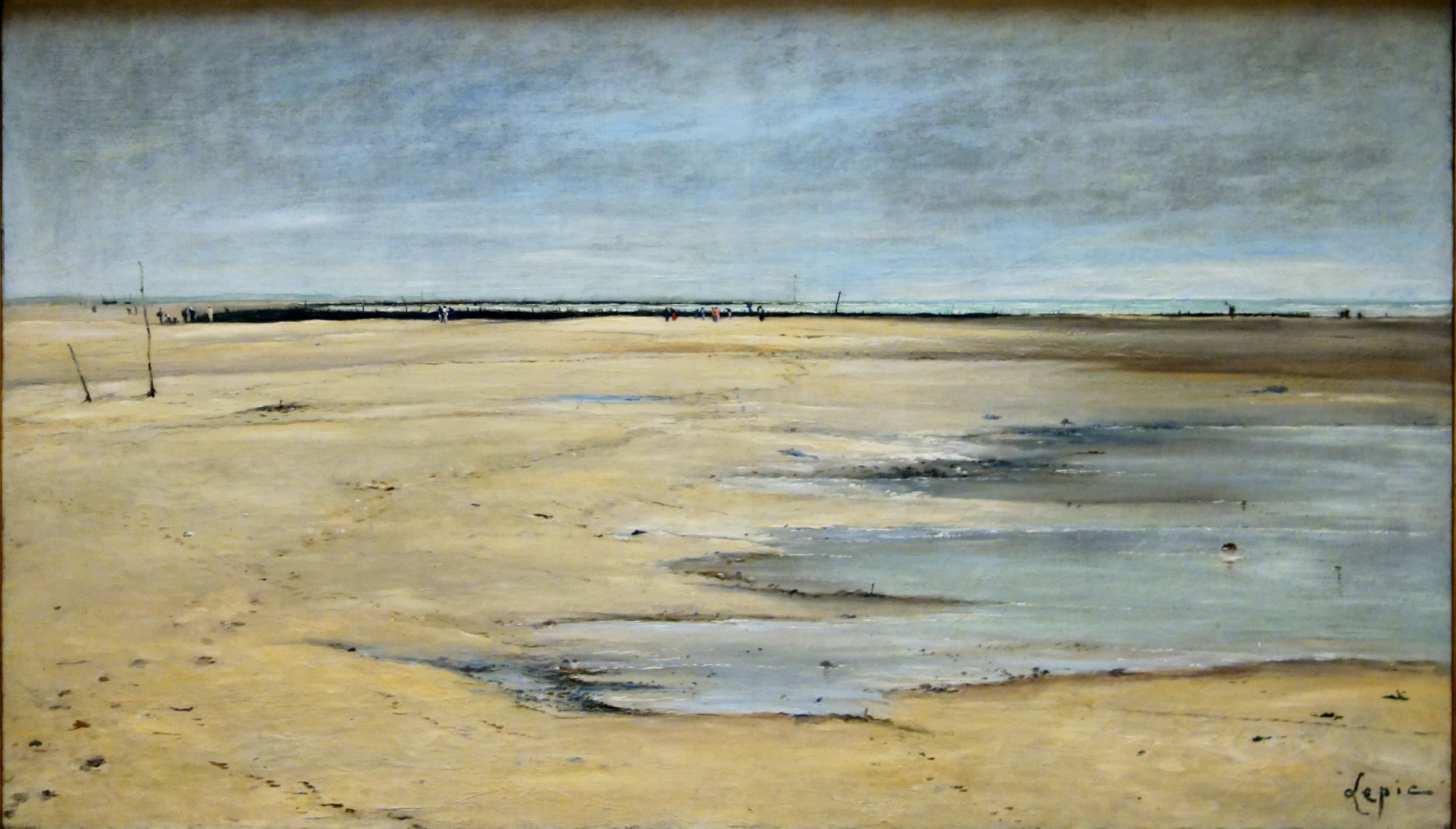
La Plage de Berck (1876), Lille, palais des beaux-arts.
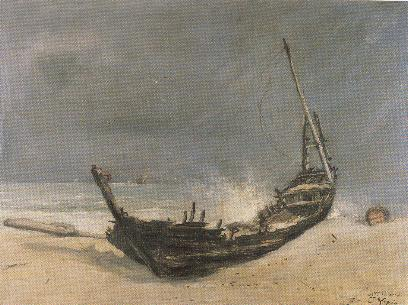
Bateau cassé (avant 1877), huile sur toile, 17,3 × 24,6 cm, Ottawa, musée des beaux-arts du Canada.
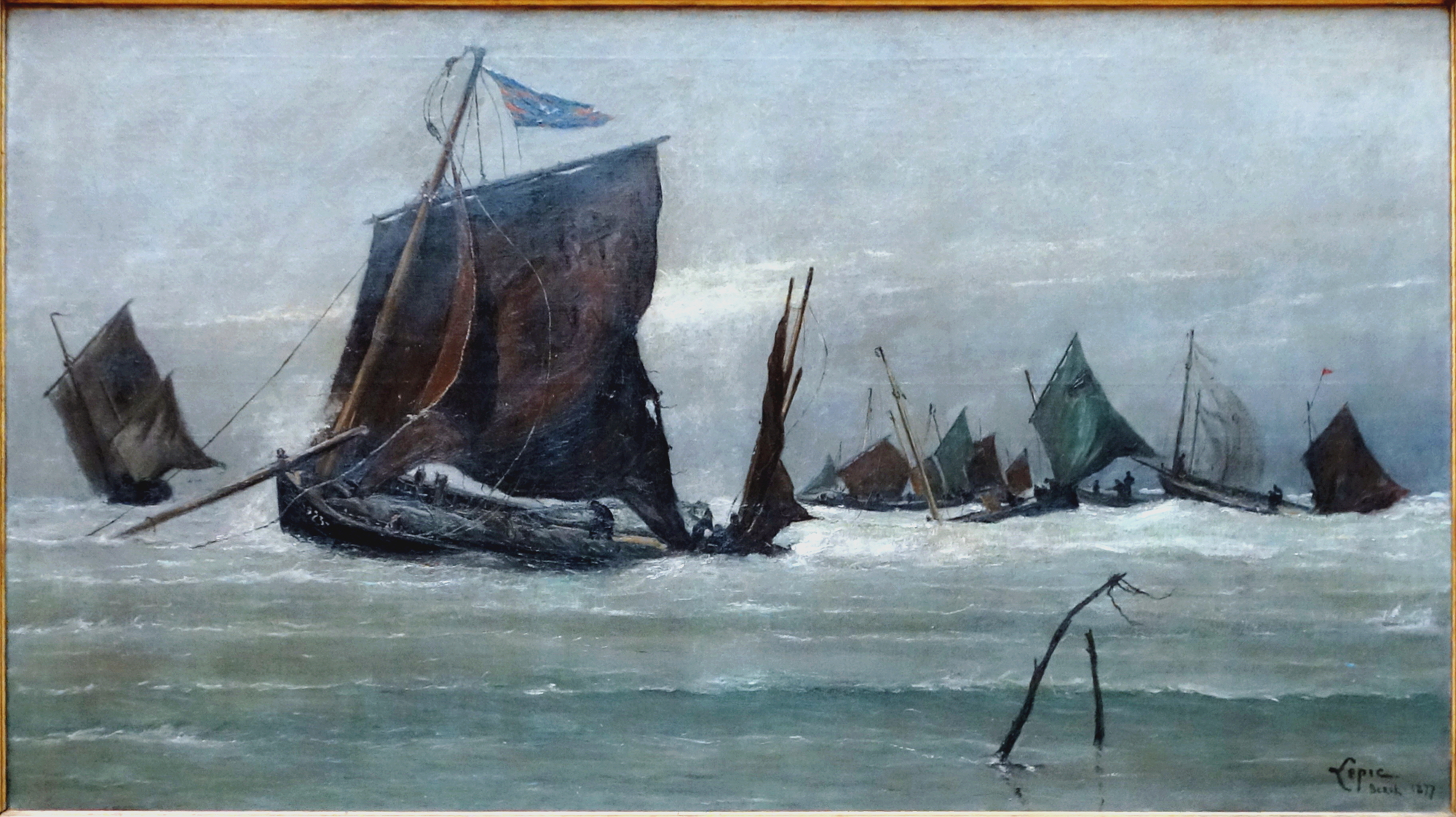
Bateaux de pêche rentrant à Berck (1877), huile sur toile, 127 × 246 cm, Lille, palais des beaux-arts.

## Publications
- Comment je devins graveur à l'eau-forte, avec un essai historique par Raoul de Saint-Arroman, Paris, Veuve Cadart, 1876.

## Élèves notoires
- Francis Tattegrain (1852-1915)
- Marguerite Cresty (1841-?)

## Expositions
- Exposition Ludovic Napoléon Lepic, peintre, archéologue sous Napoléon III ; regards sur les collections du musée d'Archéologie nationale, du 16 décembre 2017 au 26 mars 2018 au château de Saint-Germain-en-Laye.